# دان الكسندر (لاعب كرة قدم أمريكية)
دان الكسندر (بالإنجليزية: Dan Alexander)‏ هو لاعب كرة قدم أمريكية أمريكي، ولد في 17 يونيو 1955 في هيوستن في الولايات المتحدة.

## وصلات خارجية
- دان الكسندر على موقع مرجع كرة القدم المحترفة.كوم (الإنجليزية)